# Cehivți, Cervonoarmiisk
Cehivți (în ucraineană Чехівці) este un sat în comuna Novîi Zavod din raionul Cervonoarmiisk, regiunea Jîtomîr, Ucraina.

## Demografie
Componența lingvistică a localității Cehivți
     Ucraineană (97,37%)
     Rusă (2,63%)
Conform recensământului din 2001, majoritatea populației localității Cehivți era vorbitoare de ucraineană (97,37%), existând în minoritate și vorbitori de rusă (2,63%).